# Ausschuss für Arbeit und Soziales
Der Ausschuss für Arbeit und Soziales ist seit seiner Einrichtung in der 16. Legislaturperiode 2005 ein ständiger Bundestagsausschuss.

## Aufgaben
Der Ausschuss ist federführend oder beratend an allen Gesetzentwürfen, Anträgen, Berichten sowie EU-Vorlagen zu jenen Themen beteiligt, die seinen Namen ausmachen.

## Vorgängerausschüsse
Der Ausschuss für Arbeit und Soziales unterliegt wie alle Organe des Deutschen Bundestages der organisatorischen Diskontinuität und besteht nur bis zum Ende der Legislaturperiode, in der er eingesetzt wurde. In der Namensgebung des Ausschusses und seiner Vorgängerausschüsse spiegelt sich seine Wandlung in Inhalten und Kompetenzen im Laufe der Jahre wider:
- Seit 2005: Ausschuss für Arbeit und Soziales
- 2002–2005: Ausschuss für Wirtschaft und Arbeit
- 1969–2002: Ausschuss für Arbeit und Sozialordnung
- 1949–1969: Ausschuss für Arbeit

## Mitglieder

### 21. Legislaturperiode
| CDU/CSU – ordentlich | CDU/CSU – stellv. | AfD – ordentlich        | AfD – stellv.     | SPD – ordentlich  | SPD – stellv.     | Bündnis 90/Die Grünen – ordentlich       | Bündnis 90/Die Grünen – stellv. | Die Linke – ordentlich | Die Linke – stellv. |  |
| -------------------- | ----------------- | ----------------------- | ----------------- | ----------------- | ----------------- | ---------------------------------------- | ------------------------------- | ---------------------- | ------------------- |  |
| Peter Aumer          | Simone Borchardt  | Carsten Becker          | Birgit Bessin     | Jan Dieren        | Daniel Bettermann | Timon Dzienus                            | Tarek Al-Wazir                  | Cem Ince               | Desiree Becker      |  |
| Marc Biadacz         | Caroline Bosbach  | Peter Bohnhof           | Andreas Bleck     | Angelika Glöckner | Helge Lindh       | Armin Grau                               | Andreas Audretsch               | Cansın Köktürk         | Pascal Meiser       |  |
| Florian Bilic        | Lutz Brinkmann    | Jan Feser               | Achim Köhler      | Heike Heubach     | Tanja Machalet    | Ricarda Lang                             | Annalena Baerbock               | Sarah Vollath          | Sören Pellmann      |  |
| Sandra Carstensen    | Florian Dorn      | Hans-Jürgen Goßner      | Johann Martel     | Annika Klose      | Kathrin Michel    | Lisa Paus, geschäftsführende Vorsitzende | Felix Banaszak                  | Anne Zerr              | Zada Salihović      |  |
| Hülya Düber          | David Gregosz     | Gerrit Huy              | Markus Matzerath  | Rasha Nasr        | Christos Pantazis | Sylvia Rietenberg                        | Lena Gumnior                    |                        |                     |  |
| Lars Ehm             | Stefan Korbach    | Lukas Rehm              | Kerstin Przygodda | Jens Peick        | Truels Reichardt  | Corinna Rüffer                           | Sandra Stein                    |                        |                     |  |
| Ottilie Klein        | Andreas Lenz      | Ulrike Schielke-Ziesing | Arne Raue         | Daniela Rump      | Dagmar Schmidt    |                                          |                                 |                        |                     |  |
| Stefan Nacke         | Carsten Linnemann | René Springer           | Martin Reichardt  | Bernd Rützel      | Ingo Vogel        |                                          |                                 |                        |                     |  |
| Wilfried Oellers     | Harald Orthey     | Thomas Stephan          | Bernd Schuhmann   |                   |                   |                                          |                                 |                        |                     |  |
| Pascal Reddig        | Thomas Pauls      | Robert Teske            | Bastian Treuheit  |                   |                   |                                          |                                 |                        |                     |  |
| Markus Reichel       | Martin Plum       |                         |                   |                   |                   |                                          |                                 |                        |                     |  |
| Nora Seitz           | Oliver Pöpsel     |                         |                   |                   |                   |                                          |                                 |                        |                     |  |
| Kai Whittaker        | Stephan Stracke   |                         |                   |                   |                   |                                          |                                 |                        |                     |  |
| Johannes Winkel      | Siegfried Walch   |                         |                   |                   |                   |                                          |                                 |                        |                     |  |

### 20. Legislaturperiode
| SPD – ordentlich          | SPD – stellv.     | CDU/CSU – ordentlich              | CDU/CSU – stellv.       | Bündnis 90/Die Grünen – ordentlich | Bündnis 90/Die Grünen – stellv. | FDP – ordentlich       | FDP – stellv.   | AfD – ordentlich        | AfD – stellv.           | Gruppe Die Linke – ordentlich | Gruppe Die Linke – stellv. | Gruppe BSW – ordentlich | Gruppe BSW – stellv. | fraktionslos – beratend |
| ------------------------- | ----------------- | --------------------------------- | ----------------------- | ---------------------------------- | ------------------------------- | ---------------------- | --------------- | ----------------------- | ----------------------- | ----------------------------- | -------------------------- | ----------------------- | -------------------- | ----------------------- |
| Jan Dieren                | Heike Baehrens    | Peter Aumer                       | Norbert Maria Altenkamp | Stephanie Aeffner                  | Armin Grau                      | Jens Beeck Obmann      | Ingo Bodtke     | Gerrit Huy Obfrau       | Roger Beckamp           | Matthias W. Birkwald Obmann   | Sören Pellmann             | Alexander Ulrich        | Jessica Tatti        | Uwe Witt                |
| Manuel Gava               | Bengt Bergt       | Marc Biadacz Obmann               | Simone Borchardt        | Andreas Audretsch                  | Sabine Grützmacher              | Carl-Julius Cronenberg | Ulrike Harzer   | Norbert Kleinwächter    | Hannes Gnauck           | Susanne Ferschl               | N.N.                       |                         |                      |                         |
| Michael Gerdes            | Leni Breymaier    | Ottilie Klein                     | Heike Brehmer           | Frank Bsirske                      | Linda Heitmann                  | Pascal Kober           | Markus Herbrand | Jürgen Pohl             | Sebastian Münzenmaier   |                               |                            |                         |                      |                         |
| Angelika Glöckner         | Axel Echeverria   | Axel Knoerig stellv. Vorsitzender | Hermann Gröhe           | Markus Kurth                       | Ricarda Lang                    | Anja Schulz            | Lukas Köhler    | Ulrike Schielke-Ziesing | Tobias Matthias Peterka |                               |                            |                         |                      |                         |
| Angela Hohmann            | Ariane Fäscher    | Maximilian Mörseburg              | Thomas Heilmann         | Beate Müller-Gemmeke               | Denise Loop                     | Stephan Seiter         | Kristine Lütke  | René Springer           | Jörg Schneider          |                               |                            |                         |                      |                         |
| Annika Klose              | Dirk Heidenblut   | Stefan Nacke                      | Marc Henrichmann        | Corinna Rüffer                     | Sascha Müller                   | Jens Teutrine          | Johannes Vogel  |                         |                         |                               |                            |                         |                      |                         |
| Tanja Machalet            | Josip Juratovic   | Wilfried Oellers                  | Hubert Hüppe            | Wolfgang Strengmann-Kuhn Obmann    | Hanna Steinmüller               |                        |                 |                         |                         |                               |                            |                         |                      |                         |
| Takis Mehmet Ali          | Oliver Kaczmarek  | Markus Reichel                    | Paul Lehrieder          | Tina Winklmann                     | Saskia Weishaupt                |                        |                 |                         |                         |                               |                            |                         |                      |                         |
| Rasha Nasr                | Carlos Kasper     | Jana Schimke                      | Stephan Pilsinger       |                                    |                                 |                        |                 |                         |                         |                               |                            |                         |                      |                         |
| Mathias Papendieck        | Kevin Kühnert     | Stephan Stracke                   | Martin Plum             |                                    |                                 |                        |                 |                         |                         |                               |                            |                         |                      |                         |
| Natalie Pawlik            | Kathrin Michel    | Max Straubinger                   | Albert Stegemann        |                                    |                                 |                        |                 |                         |                         |                               |                            |                         |                      |                         |
| Jens Peick                | Jessica Rosenthal | Kai Whittaker                     | Volker Ullrich          |                                    |                                 |                        |                 |                         |                         |                               |                            |                         |                      |                         |
| Martin Rosemann Obmann    | Dagmar Schmidt    | Mareike Lotte Wulf                | Maria-Lena Weiss        |                                    |                                 |                        |                 |                         |                         |                               |                            |                         |                      |                         |
| Bernd Rützel Vorsitzender | Dirk Vöpel        |                                   |                         |                                    |                                 |                        |                 |                         |                         |                               |                            |                         |                      |                         |

Stand der Übersicht: 22. März 2024

### 19. Legislaturperiode
Die 46 Mitglieder des Ausschusses setzen sich aus 16 Mitgliedern der Unionsfraktion, 10 Mitgliedern der SPD, 6 Mitgliedern der AfD, jeweils 5 Mitgliedern der FDP und der Linksfraktion, sowie 4 Mitgliedern von Bündnis 90/Die Grünen zusammen.
Vorsitzender war der Abgeordnete Matthias Bartke (SPD). Der Ausschuss setzte sich aus 41 Mitgliedern zusammen.
| CDU/CSU – Ordentliches Mitglied | CDU/CSU – Stellvertretendes Mitglied | SPD – Ordentliches Mitglied | SPD – Stellvertretendes Mitglied | AfD – Ordentliches Mitglied | AfD – Stellvertretendes Mitglied | FDP – Ordentliches Mitglied | FDP – Stellvertretendes Mitglied | Die Linke – Ordentliches Mitglied | Die Linke – Stellvertretendes Mitglied | Bündnis 90/Die Grünen – Ordentliches Mitglied | Bündnis 90/Die Grünen – Stellvertretendes Mitglied |
| ------------------------------- | ------------------------------------ | --------------------------- | -------------------------------- | --------------------------- | -------------------------------- | --------------------------- | -------------------------------- | --------------------------------- | -------------------------------------- | --------------------------------------------- | -------------------------------------------------- |
| Peter Aumer                     | Stephan Albani                       | Matthias Bartke             | Heike Baehrens                   | Jürgen Pohl                 | Bernd Baumann                    | Jens Beeck                  | Alexander Kulitz                 | Matthias W. Birkwald              | Klaus Ernst                            | Markus Kurth * / **                           | Ekin Deligöz                                       |
| Marc Biadacz                    | Norbert Altenkamp                    | Michael Gerdes              | Leni Breymaier                   | Ulrike Schielke-Ziesing     | Marc Bernhard                    | Carl-Julius Cronenberg      | Hagen Reinhold                   | Susanne Ferschl                   | Katja Kipping                          | Sven Lehmann                                  | Maria Klein-Schmeink                               |
| Astrid Freudenstein             | Heike Brehmer                        | Angelika Glöckner           | Lars Castellucci                 | Jörg Schneider              | Martin Hebner                    | Pascal Kober * / **         | Thomas Sattelberger              | Jutta Krellmann                   | Pascal Meiser                          | Beate Müller-Gemmeke                          | Lisa Paus                                          |
| Thomas Heilmann                 | Axel Fischer                         | Gabriele Hiller-Ohm         | Yasmin Fahimi                    | Martin Sichert              | Norbert Kleinwächter             | Matthias Nölke              | Bettina Stark-Watzinger          | Cornelia Möhring                  | Sören Pellmann                         | Corinna Rüffer                                | Wolfgang Strengmann-Kuhn                           |
| Frank Heinrich                  | Eckhard Gnodtke                      | Ralf Kapschack              | Michael Groß                     | René Springer               | Sebastian Münzenmaier            | Johannes Vogel **           | Michael Theurer                  | Jessica Tatti                     | Sabine Zimmermann                      |                                               |                                                    |
| Torbjörn Kartes                 | Hermann Gröhe                        | Daniela Kolbe               | Dirk Heidenblut                  | Uwe Witt * / **             | Frank Pasemann                   |                             |                                  |                                   |                                        |                                               |                                                    |
| Antje Lezius                    | Rudolf Henke                         | Martin Rosemann             | Oliver Kaczmarek                 |                             |                                  |                             |                                  |                                   |                                        |                                               |                                                    |
| Wilfried Oellers                | Marc Henrichmann                     | Bernd Rützel                | Katja Mast                       |                             |                                  |                             |                                  |                                   |                                        |                                               |                                                    |
| Jana Schimke                    | Erich Irlstorfer                     | Dagmar Schmidt              | Markus Paschke                   |                             |                                  |                             |                                  |                                   |                                        |                                               |                                                    |
| Uwe Schummer                    | Axel Knoerig                         | Kerstin Tack * / **         | Dirk Vöpel                       |                             |                                  |                             |                                  |                                   |                                        |                                               |                                                    |
| Stephan Stracke                 | Alexander Krauß                      |                             |                                  |                             |                                  |                             |                                  |                                   |                                        |                                               |                                                    |
| Max Straubinger                 | Paul Lehrieder                       |                             |                                  |                             |                                  |                             |                                  |                                   |                                        |                                               |                                                    |
| Albert Weiler                   | Sepp Müller                          |                             |                                  |                             |                                  |                             |                                  |                                   |                                        |                                               |                                                    |
| Peter Weiß **                   | Albert Stegemann                     |                             |                                  |                             |                                  |                             |                                  |                                   |                                        |                                               |                                                    |
| Kai Whittaker                   | Christoph de Vries                   |                             |                                  |                             |                                  |                             |                                  |                                   |                                        |                                               |                                                    |
| Matthias Zimmer *               | Emmi Zeulner                         |                             |                                  |                             |                                  |                             |                                  |                                   |                                        |                                               |                                                    |

- * Obleute
- ** Sprecher

### 18. Legislaturperiode
Die 41 Mitglieder des Ausschusses setzen sich aus 20 Mitgliedern der CDU/CSU-Bundestagsfraktion, 13 Mitgliedern der SPD-Fraktion, sowie jeweils 4 Mitgliedern der Linksfraktion und der Bundestagsfraktion Bündnis 90/Die Grünen zusammen.
| CDU/CSU – Ordentliches Mitglied | CDU/CSU – Stellvertretendes Mitglied | SPD – Ordentliches Mitglied | SPD – Stellvertretendes Mitglied | Die Linke – Ordentliches Mitglied | Die Linke – Stellvertretendes Mitglied | Bündnis 90/Die Grünen – Ordentliches Mitglied | Bündnis 90/Die Grünen – Stellvertretendes Mitglied |
| ------------------------------- | ------------------------------------ | --------------------------- | -------------------------------- | --------------------------------- | -------------------------------------- | --------------------------------------------- | -------------------------------------------------- |
| Jutta Eckenbach                 | Heike Brehmer                        | Matthias Bartke             | Heike Baehrens                   | Matthias W. Birkwald *            | Katja Kipping                          | Markus Kurth *                                | Ekin Deligöz                                       |
| Astrid Freudenstein             | Michael Hennrich                     | Michael Gerdes              | Ulrich Hampel                    | Klaus Ernst                       | Jutta Krellmann                        | Beate Müller-Gemmeke                          | Matthias Gastel                                    |
| Mark Helfrich                   | Hubert Hüppe                         | Kerstin Griese              | Dirk Heidenblut                  | Sabine Zimmermann                 | Norbert Müller                         | Brigitte Pothmer                              | Maria Klein-Schmeink                               |
| Uwe Lagosky                     | Markus Koob                          | Gabriele Hiller-Ohm         | Oliver Kaczmarek                 | Azize Tank                        | Katrin Werner                          | Corinna Rüffer                                | Wolfgang Strengmann-Kuhn                           |
| Antje Lezius                    | Kordula Kovac                        | Ralf Kapschack              | Birgit Kömpel                    |                                   |                                        |                                               |                                                    |
| Carsten Linnemann               | Paul Lehrieder                       | Daniela Kolbe               | Stefan Rebmann                   |                                   |                                        |                                               |                                                    |
| Wilfried Oellers                | Reiner Meier                         | Katja Mast *                | Carola Reimann                   |                                   |                                        |                                               |                                                    |
| Martin Pätzold                  | Maria Michalk                        | Markus Paschke              | Andreas Rimkus                   |                                   |                                        |                                               |                                                    |
| Karl Schiewerling *             | Elisabeth Motschmann                 | Martin Rosemann             | Susann Rüthrich                  |                                   |                                        |                                               |                                                    |
| Jana Schimke                    | Eckhard Pols                         | Bernd Rützel                | Ulla Schmidt                     |                                   |                                        |                                               |                                                    |
| Gabriele Schmidt                | Andreas Scheuer                      | Dagmar Schmidt              | Ewald Schurer                    |                                   |                                        |                                               |                                                    |
| Albert Stegemann                | Uwe Schummer                         | Kerstin Tack                | Svenja Stadler                   |                                   |                                        |                                               |                                                    |
| Stephan Stracke *               | Peter Stein                          | Waltraud Wolff              | Franz Thönnes                    |                                   |                                        |                                               |                                                    |
| Matthäus Strebl                 | Volker Ullrich                       |                             |                                  |                                   |                                        |                                               |                                                    |
| Christel Voßbeck-Kayser         | Oswin Veith                          |                             |                                  |                                   |                                        |                                               |                                                    |
| Albert Weiler                   | Nina Warken                          |                             |                                  |                                   |                                        |                                               |                                                    |
| Peter Weiß                      | Marcus Weinberg                      |                             |                                  |                                   |                                        |                                               |                                                    |
| Kai Whittaker                   | Sabine Weiss                         |                             |                                  |                                   |                                        |                                               |                                                    |
| Tobias Zech                     | Heinz Wiese                          |                             |                                  |                                   |                                        |                                               |                                                    |
| Matthias Zimmer                 | -                                    |                             |                                  |                                   |                                        |                                               |                                                    |

- * Obleute
- ** Sprecher

### Mitgliederzahl
Die folgende Tabelle zeigt die Anzahl an ordentlichen Mitgliedern in den verschiedenen Wahlperioden.
| Wahlperiode | Mitglieder |
| ----------- | ---------- |
| 1           | 21         |
| 2           | 29         |
| 3           | 29         |
| 4           | 27         |
| 5           | 27         |
| 6           | 33         |
| 7           | 27         |
| 8           | 33         |
| 9           | 33         |
| 10          | 35         |
| 11          | 35         |
| 12          | 35+2 a     |
| 13          | 39         |
| 14          | 40/39 b    |
| 15          | 42         |
| 16          | 36         |
| 17          | 37         |
| 18          | 41         |
| 19          | 46         |

## Ausschussvorsitzende
- seit 2025 Lisa Paus[4] (Bündnis 90/Die Grünen), kommissarisch als dienstältestes Mitglied
- 2021–2025 Bernd Rützel[5] (SPD)
- 2018–2021 Matthias Bartke[6] (SPD)
- 2014–2018 Kerstin Griese[6][7] (SPD)
- 2012–2013 Sabine Zimmermann[8] (Die Linke)
- 2009–2012 Katja Kipping[8] (Die Linke)
- 2005–2009 Gerald Weiß[9] (CDU/CSU)
- 2002–2005 Rainer Wend[10] (SPD)
- 1998–2002 Doris Barnett[11] (SPD)
- 1994–1998 Ulrike Mascher[12] (SPD)
- 1990–1994 Günther Heyenn[13] (SPD)
- 1987–1990 Jürgen Egert[14] (SPD)
- 1983–1987 Eugen Glombig[15] (SPD)
- 1976–1983 Hermann Rappe[16][17] (SPD)
- 1969–1976 Ernst Schellenberg[18][19] (SPD)
- 1965–1969 Adolf Müller[20] (CDU/CSU)
- 1958–1965 Heinrich Scheppmann[21][22] (CDU/CSU)
- 1957–1958 Josef Arndgen[21] (CDU/CSU)
- 1949–1957 Anton Sabel[23][24] (CDU/CSU)